# Felicia (Rebsorte)
Felicia ist eine Weißweinsorte mit mittlerer Widerstandsfähigkeit gegen den Falschen Mehltau und hoher Resistenz gegen den Echten Mehltau. Die Kreuzung dieser Neuzüchtung erfolgte 1984 am Institut für Rebenzüchtung Geilweilerhof zwischen den Sorten Sirius und Vidal Blanc. Der Sortenschutz wurde 2004 erteilt. Die saatgutrechtliche Zulassung vom Bundessortenamt erfolgte im Dezember 2020 und kann damit in den meisten Weinanbaugebieten zur Qualitätsweinproduktion verwendet werden.
Durch seine Widerstandsfähigkeit gegen die Mehltaupilze kann der Pflanzenschutz um 70 bis 80 Prozent im Vergleich zu traditionellen Rebsorten reduziert werden. Große, goldgelbe Beeren machen Felicia auch für die Nutzung als Zierrebe an Hauswänden und Pergolen attraktiv und die lockere Traubenstruktur macht Felicia recht unempfindlich gegenüber Botrytis. Zudem besitzt sie eine Resistenz gegen Schwarzfäule.
Felicia weist ein relativ hohes Ertragsniveau auf und reift vergleichbar mit Müller-Thurgau. Sie liefert ein von blumigen Aromen geprägtes Bukett, welches in manchen Jahren mit einem dezenten, angenehmen Muskatton kombiniert ist. Die Weine sind bekömmlich mit harmonischer Säure und erreichen oft Spät- und Auslesequalität.

## Verbreitung
Die Anbaufläche in Rheinland-Pfalz betrug zum Januar 2021 1,5 Hektar.

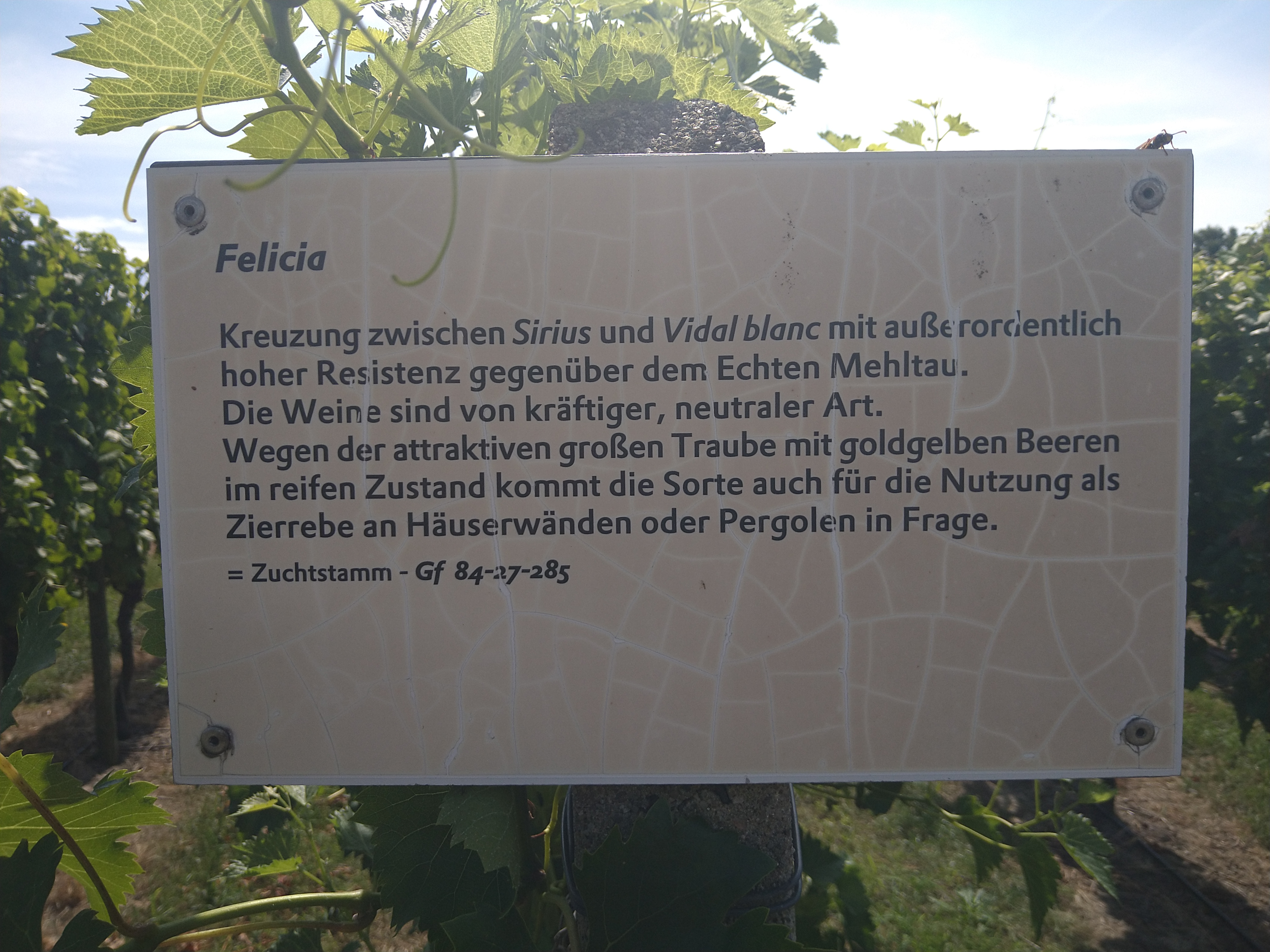
Rebsorte Felicia im Weinlehrpfad auf dem Werderaner Wachtelberg